# Ihlower Graben
Der Ihlower Graben ist ein Meliorationsgraben und orographisch linker Zufluss des Schweinitzer Fließes auf der Gemarkung der Gemeinde Niederer Fläming im Landkreis Teltow-Fläming in Brandenburg.
Der Graben beginnt in Waltersdorf, einem Ortsteil der Gemeinde Niederer Fläming und umspannt dort westlich und östlich den historischen Dorfanger. Von dort verläuft er auf einer Länge von rund zwei Kilometern vorzugsweise in südsüdöstlicher Richtung. Er erreicht die weiteren Ortsteile Niederseefeld und Hohenseefeld und fließt mittig in südlicher Richtung zwischen beiden Ortsteilen hindurch. Anschließend schwenkt er in südwestliche Richtung und fließt rund zwei Kilometer durch das Ländchen Bärwalde. Dort führt von Westen kommend der Flurgraben zu. Nördlich von Herbersdorf tritt er aus dem Bärwalder Ländchen wieder aus und umfließt in östlicher Richtung den genannten Ortsteil. Südöstlich von Herbersdorf teilt er sich in zwei Stränge auf. Der Hauptstrang führt zunächst in südlicher, später in östlicher Richtung bis nach Rinow. Nördlich des Ortsteils zweigt der Meinsdorfer Umleiter in westlicher Richtung ab, der eine Verbindung zum zweiten Strang herstellt. Dieser führt weiter nördlich an Meinsdorf und Weißen vorbei und entwässert westlich von Bärwalde in das Schweinitzer Fließ. Der Hauptstrang führt zwischen Bärwalde und Rinow in südlicher Richtung hindurch, um ebenfalls in das Schweinitzer Fließ zu entwässern.